# 沃尔蒂多
沃尔蒂多（義大利語：Voltido），是意大利克雷莫纳省的一个市镇。总面积12平方公里，人口434人，人口密度36.2人/平方公里（2009年）。国家统计（ISTAT）代码为019115。